# 雷蒙·賈克斯
詹姆斯·亞瑟·詹森（英語：James Arthur Johnson，1930年3月1日—1990年8月27日）或稱藝名雷蒙·賈克斯（英語：Raymond St. Jacques），美國男演員、導演和製片人，其職業生涯跨越了三十多年的舞台、電影和電視領域。賈克斯1965年至1966年在電視劇《曠野奇俠》中飾演西蒙·布萊克（Simon Blake），被外界視為首位在西部電視劇中擔任常規角色的非裔美國演員。之後的知名作品如電影《越南大戰》（1968年）、《種族漩渦》（1969年）、《龍虎黑煞星》（1970年）和《X光人》（1988年）。

## 早期生活
雷蒙·賈克斯生於康乃狄克州哈特福。他有一個名為芭芭拉·安（Barbara Ann）的姊妹。他出生後不久，父母便離婚。他與母親薇薇安（Vivienne）及芭芭拉·安搬到了康乃狄克州纽黑文。母親後來在耶魯大學擔任醫療技術員。賈克斯從希爾豪斯高中畢業後，進入耶魯大學學習戲劇和心理學。畢業後任職副導演、演員和紐黑文美國莎士比亞節的擊劍教練。賈克斯一生中都在練習擊劍，並參與對決。
搬到紐約市後，賈克斯在演员工作室學習以持續追求演藝事業。此期間為了養活自己，當過模特兒、洗碗工和服務員。他的第一場職業表演作是非百老匯戲劇《今日名聲大噪》（High Name Today）。

## 個人生活
賈克斯終身未婚且單身。1969年8月，他接受了專欄作家厄爾·威爾森的採訪，稱自己計劃收養兩名六歲和七歲的非裔美國男孩。收養並未成真，但到20世紀70年代初，賈克斯聲稱已有兩名成年兒子：小雷蒙（Raymond, Jr）和斯特林（Sterling）。在1973年的一次採訪中，他稱小雷蒙住在波士頓。1972年5月，據報導當賈克斯在達拉斯時，四名男子試圖搶劫他在貝萊爾的家而成為新聞焦點。當時22歲的斯特林是家裡唯一的人，並在報警後逃離。這四名男子的逃跑汽車在賈克斯的車道上拋錨後被捕。斯特林隨後出現在賈克斯1973年的自導自演電影《民數記》中。70年代中後期，斯特林以高級時裝模特兒、舞者以及紐約夜總會和社交場合的常客而聞名；也曾與模特兒帕特·克里夫蘭短暫訂婚。克里夫蘭在2016年回憶錄《與繆斯同行》（Walking with Muses）中表示，兩人的訂婚中止歸因於斯特林是同性戀。20世紀80年代初，斯特林移居歐洲，並以義大利迪斯可歌手的身份取得了一定的成功。據報導，斯特林1984年死於愛滋病併發症（此說法從未獲得官方證實，生死仍未知）。但賈克斯在1988年接受《芝加哥論壇報》採訪時，仍然聲稱自己有兩個兒子，並表示斯特林正出現在杜塞尔多夫的一部電視節目中。

### 行動主義
賈克斯經常談到自己和其他非裔美國演員所面臨的偏見以及在扮演非刻板、切實際的角色時遇到的困難。後來他致力於幫助非裔美國人在幕後找到工作。1977年，他公開批評《星際大戰》（自稱已看過五遍）和其他科幻電影中缺乏少數族裔演員。1985年，他和其他抗議者在華盛頓特區南非大使館外舉行的反種族隔離示威活動中被捕。

### 逝世
1990年8月27日，賈克斯因淋巴瘤在加利福尼亞州洛杉磯的雪松西奈醫療中心去世。葬禮同年8月31日在加利福尼亞州格倫代爾森林草坪紀念公園的休會教堂舉行，他之後被安葬在荷里活山的森林草坪紀念公園。

## 外部連結
- 雷蒙·賈克斯在互联网电影资料库（IMDb）上的資料（英文）
- " 'Blast from the Past' with Raymond St. Jacques"[] for the WGBH series, Say Brother
- 在Find a Grave上的雷蒙·賈克斯